# Holopogon wilcoxi
Holopogon wilcoxi är en tvåvingeart som beskrevs av Martin 1959. Holopogon wilcoxi ingår i släktet Holopogon och familjen rovflugor. Inga underarter finns listade i Catalogue of Life.